# Volo Air France 296
Il volo Air France 296 era un volo dimostrativo del nuovo Airbus A320-111, il primo aereo civile costruito con tecnologia fly-by-wire. Il 26 giugno 1988, partecipando a un air-show, l'aereo avrebbe dovuto sorvolare l'aeroporto di Mulhouse-Habsheim (codice ICAO: LFGB) a un'altitudine di circa 30 metri (100 piedi) a bassa velocità e con il carrello d'atterraggio abbassato; invece, l'aereo in violazione dell'altezza minima consentita e del piano di volo effettuò il passaggio a un'altitudine di appena 10 metri (34 piedi) andando a impattare contro le cime degli alberi presenti a fine pista, causando la morte di tre passeggeri, durante la fase di evacuazione.
Secondo il Bureau d'Enquêtes et d'Analyses la causa dell'incidente è un errore umano del pilota. Seppur controversa dai media e negata dal pilota stesso, questa analisi è confermata da una commissione d'inchiesta indipendente comprendente anche l'NTSB, dalle indagini della magistratura e del governo francese e condivisa dalla maggior parte degli esperti.
Questo è stato il primo incidente che ha visto coinvolto un Airbus A320.

## Equipaggio
Il capitano dell'Airbus era Michel Asseline, 44 anni, pilota di linea con Air France per quasi 20 anni e aveva pilotato una moltitudine di aerei tra i quali: Caravelle, Boeing 707, 727 e 737 e Airbus A300 e A310. Aveva 10.463 ore di volo all'attivo.
Il primo ufficiale Pierre Mazières, 45 anni, ha volato con la compagnia dal 1969 ed era qualificato come capitano dell'A320 tre mesi prima dell'incidente. Aveva 10.853 ore di volo all'attivo.

## Piano di volo
Al momento dell'incidente risultavano consegnati solo tre aerei A320 ad Air France e il più recente (in servizio da due giorni) era stato scelto per volo dimostrativo sotto charter Air Charter International, una filiale di Air France.
L'aereo doveva partire dall'Aeroporto Charles de Gaulle fino all'aeroporto di Basilea-Mulhouse per una conferenza stampa. Poi l'aereo avrebbe fatto un passaggio basso sulla pista del vicino aeroporto di Mulhouse-Habsheim, ripetendo quindi nuovamente il passaggio al contrario. Successivamente il velivolo si sarebbe diretto per un giro turistico a sud del monte Bianco prima che i passeggeri fossero riportati a Basilea-Mulhouse. Infine, l'aereo sarebbe ritornato a Parigi.
Il piano di volo fu redatto solo 48 ore prima e i piloti lo ricevettero solo la mattina del volo, senza che vi fossero state riunioni preparative precedenti alla partenza.

## Incidente
Il piano di volo prevedeva che, mentre l'aereo si avvicinava all'aeroporto, i piloti avrebbero dovuto estendere di 3 tacche i flap, abbassare il carrello di atterraggio e proseguire in volo livellato a 100 piedi (30 metri) di altitudine (altitudine più bassa di 400 piedi rispetto a quanto permesso nazionalmente). Il capitano avrebbe rallentato fino alla velocità minima, avrebbe messo il muso verso l'alto per raggiungere il massimo angolo di attacco (nose-up) e avrebbe dovuto disattivare l'Alpha Floor  (sistema di sicurezza che aumenta automaticamente la spinta dei motori quando l'angolo di attacco supera i 15 gradi) per poter completare il suo alpha max. Sarebbe stato il primo ufficiale a regolare la spinta dei motori per mantenere i 30 metri. Dopo il primo passaggio il capitano avrebbe dovuto applicare il TOGA (Take Off, Go Around) alle manette dei motori e salire rapidamente prima di tornare per eseguire il secondo passaggio.
Il sorvolo era stato approvato dall'Air France e il controllo del Traffico Aereo di Basilea ne era stato informato.
L'aeroporto di Habsheim è troppo piccolo per essere nel database di bordo del velivolo quindi richiede un avvicinamento a vista; entrambi i piloti avevano familiarità con l'aeroporto, ma quando iniziarono la discesa da 2.000 metri a sole 6 miglia nautiche (11 km) dal campo la distanza era troppo breve per effettuare il sorvolo. Inoltre il capitano si aspettava di eseguire il passaggio sulla pista 02 (lunga 1.000 metri, asfaltata) ma durante l'avvicinamento, l'equipaggio si accorse che gli spettatori si erano riuniti accanto alla pista 34R (lunga 690 metri, in erba). Questa deviazione all'ultimo minuto distrasse ulteriormente l'equipaggio dallo stabilizzare l'aereo che scese rapidamente a 40 piedi.
Alla fine della pista è presente un piccolo bosco che non era chiaramente indicato dalle carte di navigazione. L'aereo scese ulteriormente ed effettuò il passaggio a soli 34 piedi (10 metri) di quota, tuttavia l'assetto con il muso alzato del velivolo, portò l'equipaggio a non accorgersi del pericolo incombente che si avvicinava. Secondo quanto affermato dal pilota, l'altimetro barometrico aveva una sfasatura di 67 piedi e riportava quindi un'altitudine apparentemente corretta, senza inoltre poter guardare l'altimetro digitale e impossibilitato a sentire l'avviso sonoro dell'altitudine a causa del rumore e delle cuffie.
Il primo ufficiale fece notare al comandante il pericolo 10 secondi prima dello schianto e dopo 5 secondi chiamò la procedura di riattaccata: "TOGA SRS!" (acronimo che indica la richiesta della massima potenza per risalire al più presto).
Il comandante applicò massima potenza e tirò verso di sé la cloche. Tuttavia gli stabilizzatori non risposero ai comandi del pilota in quanto il sistema fly-by-wire dell'A320 inserì la modalità di "Protezione Alpha", impedendo all'aereo di aumentare l'angolo di attacco al fine di evitare lo stallo. L'entrata in funzione di questa protezione risultò legittima: se il pilota avesse aumentato l'angolo di attacco l'aereo non sarebbe risalito ma entrato in stallo, aumentando drasticamente la velocità di impatto al suolo. Un altro esempio in cui la modalità di protezione alpha ha aiutato la corretta esecuzione di uno schianto controllato è il Volo US Airways 1549.
Meno di cinque secondi dopo le turbine iniziarono a ingerire rami e foglie e si spensero, col velivolo che sostanzialmente planò sugli alberi.

## Evacuazione
Durante l'impatto l'ala destra venne strappata e il combustibile che cominciò a fuoriuscire si incendiò. Due mezzi dei pompieri e un'ambulanza accorsero in breve tempo. I servizi di emergenza furono informati mediante comunicazioni radio.
Tutti i passeggeri erano sopravvissuti, tuttavia molti erano storditi mentre altri avevano difficoltà nello slacciarsi le cinture di sicurezza, anche per la mancanza di familiarità con il dispositivo. Il direttore del personale di bordo cercò di informare i passeggeri ma il megafono era andato perduto nell'incidente, cercò allora di aprire il portellone che però risultava bloccato dagli alberi, ci volle l'aiuto di altre due persone per riuscire ad aprirlo. Gli scivoli si gonfiarono ma finirono bloccati dagli alberi. Il direttore del personale di bordo sospese momentaneamente l'evacuazione e con un altro assistente di bordo iniziò a liberare lo scivolo dai rami. Durante queste operazioni, il fuoco cominciò ad entrare dal lato sinistro tra i sedili 10 e 15 e i passeggeri, in preda al panico, iniziarono a spingersi verso la parte anteriore della cabina. Delle 136 persone a bordo tre morirono per le conseguenze dei fumi e dell'incendio, un ragazzo disabile nel sedile 4F, una ragazza al posto 8C, che non fu in grado di togliersi la cintura di sicurezza, mentre la terza vittima fu una donna che tornò indietro nel tentativo di salvare la ragazza. Solo per 34 passeggeri fu necessario il ricovero in ospedale, quasi tutti per ustioni o traumi. Entrambi i piloti rimasero feriti, anche se non gravemente.

## Indagini
L'inchiesta ufficiale è stata effettuata dalla BEA francese in collaborazione con la compagnia aerea e l'Airbus.

### Registratori di volo
I registratori dei dati di volo sono stati trovati nella sezione di coda senza alcun segno di incendio. Il CVR (Cockpit Voice Recorder) ha continuato a funzionare per 1,5 secondi dopo l'impatto iniziale. Il FDR (Flight Data Recorder) ha continuato il suo funzionamento per 1 secondo, quindi dati senza senso per altri 2 secondi. Il CVR è stato analizzato la notte del 26 giugno. La trascrizione di quanto registrato è stata poi chiarita con l'assistenza dei piloti coinvolti. Dal FDR è emerso che:
- 12:43:44 L'aereo inizia la discesa (inizialmente 300 piedi al minuto) da 2000 piedi con 1 tacca di flap
- 12:44:14 La potenza del motore viene ridotta al minimo in volo (Flight Idle). Tre secondi dopo il carrello è esteso. Altri 10 secondi dopo i flap vengono abbassati nella seconda tacca
- 12:44:45 I flap vengono ulteriormente abbassati sulla terza tacca e l'aereo scende a 500 metri ad una velocità di 177 nodi.
- 12:45:06 Il velivolo, ora a 90 piedi, inizia una deviazione a destra (inclinazione massima 30 gradi) per allinearsi con la pista 34R.
- 12:45:23 L'aereo completa la virata ad una altezza di 46 metri ad una velocità di 141 nodi. Durante questa manovra una fluttuazione dell'altezza del radio altimetro corrisponde al fatto che l'aereo sta sorvolando gli alberi. Tre secondi dopo l'A320 scende a 40 piedi ed a una velocità di 132 nodi. Il capitano fa alzare il muso dell'aereo di 4 gradi per livellarlo. L'aereo livella a 30 piedi.
- 12.45:30 Il muso sale fino a 7 gradi.
- 12:45:35 Il muso aumenta ancora fino a 15 gradi ed una velocità di 122 nodi. È applicato il TOGA.
- 12:45:39 L'aereo colpisce le cime degli alberi.

### Aereo e motori
Gli investigatori hanno rilevato l'aereo idoneo al volo, il suo peso e il centro di gravità erano al centro dei limiti e che non vi era nessuna evidenza di un guasto ai sistemi meccanici o elettronici.
Il pilota e altre figure nel mondo dell'aviazione hanno sostenuto fin da subito che i motori non abbiano risposto in tempo alla richiesta di piena potenza, tesi tuttavia mai dimostrata e in contrasto con le prove e i dati raccolti dagli investigatori.
I motori CFM56-6 impiegano 4 secondi per passare dal 29% N1 al 67% e impiegano un ulteriore secondo per passare dal 67% fino all'83% sempre di N1. Dai parametri di volo registrati risulta che dopo 5 secondi che era stata applicato il TOGA i motori erano all'83% N1 e all'84% di N2. Dall'analisi del suono emerge che 0,6 secondi più tardi entrambi i motori avevano raggiunto il 91% (in questa fase iniziarono a perdere potenza a causa dell'ingestione della vegetazione). I motori risultano quindi rispettare i dati di certificazione.

### Rapporto ufficiale
Il rapporto ufficiale BEA ha concluso che la causa probabile dell'incidente è stata una combinazione dei seguenti elementi:
- Altezza del sorvolo eccessivamente bassa
- Velocità molto lenta e raggiungimento del massimo angolo di attacco
- Motori e Flight Idle
- Tardiva applicazione della potenza per riattaccare

Inoltre il rapporto ha concluso che la discesa sotto i 100 piedi non era intenzionale e potrebbe essere stata causata per un errore di pilotaggio.

### Accusa
Il Capitano Asseline, il primo ufficiale Mezières, due funzionari di Air France e il presidente del club organizzatore dell'Air Show sono stati accusati di omicidio colposo. Tutti e cinque sono stati giudicati colpevoli nei tre gradi di giudizio. Il Capitano Asseline fu condannato a sei mesi di carcere e 12 mesi di libertà vigilata. Gli altri sono stati condannati a libertà vigilata.

### Teoria alternativa
La serie di documentari televisivi Indagini ad Alta Quota riporta anche affermazioni nell'episodio 3 della stagione 9 secondo cui il registratore di volo dell'aereo potrebbe essere stato manomesso e ha indicato che quattro secondi erano stati tagliati dal nastro; ciò è stato dimostrato riproducendo un nastro della torre di controllo e confrontandolo con il nastro rimanente. Asseline sostiene di aver tentato di applicare la spinta prima di quanto indicato nei dati del registratore di volo. Quando ha aumentato l'acceleratore per stabilizzarsi a 100 piedi, i motori non hanno risposto. Asseline afferma che ciò indicava un problema con il sistema fly-by-wire dell'aereo piuttosto che un errore del pilota. Dopo alcuni secondi, afferma Asseline, si è preoccupato che il controllo completamente computerizzato dell'acceleratore dell'aereo avesse funzionato male e ha risposto tirando l'acceleratore completamente indietro e poi di nuovo in avanti. A quel punto l'aereo aveva toccato gli alberi. Mayday esamina anche la teoria secondo cui la colpa è stata del computer, non dei piloti. Poiché l'altitudine dell'aereo era scesa al di sotto dei 100 piedi, il computer dell'aereo potrebbe essere stato programmato per credere che stesse atterrando e quindi impedire qualsiasi manovra drastica da parte di entrambi i piloti. Quando l'equipaggio ha improvvisamente chiesto all'aereo più potenza e portanza, potrebbe semplicemente averli ignorati.
L'Istituto per le prove forensi e la criminologia della polizia, con sede in Svizzera, ha inoltre affermato che i registratori dei dati di volo potrebbero essere stati scambiati e non erano quelli originali dell'aereo. Airbus ha confutato dettagliatamente queste affermazioni in un documento pubblicato nel 1991, sostenendo che l'investigatore indipendente impiegato dai realizzatori del film ha commesso un errore durante la sincronizzazione delle registrazioni a causa di un malinteso sul funzionamento del parametro "Radio Transmit" sul registratore dei dati di volo.

## Il volo Air France 296 nei media
L'incidente del volo 296 della Air France è stato analizzato nella puntata Pilota vs Aereo della nona stagione del documentario Indagini ad alta quota trasmesso dal National Geographic Channel.

### Video
- (EN) Il video dell'incidente su Youtube.com, su youtube.com.